# Boggy Depot
Boggy Depot — дебютный сольный альбом гитариста группы Alice in Chains Джерри Кантрелла, вышедший в 1998 году.

## Об альбоме
Пластинка была записана Джерри Кантреллом в период неактивности группы Alice in Chains, когда вокалист Лейн Стейли, который вёл безуспешную борьбу с наркотической зависимостью, отказался от гастролей и перестал появляться на публике. Гитарист Джерри Кантрелл написал несколько собственных композиций и связался с продюсером Тоби Райтом, чтобы их записать. Для студийной работы были приглашены как музыканты Alice in Chains — барабанщик Шон Кинни и бас-гитарист Майк Айнез, так и сторонние исполнители: Норвуд Фишер из Fishbone, Рекс Браун из Pantera и Лес Клейпул из Primus.
Альбом получил название Boggy Depot, отсылающее к городу-призраку в Оклахоме, где вырос отец Джерри. Для оформления пластинки фотограф Рокки Шенк отправился в Оклахому в сентябре 1997 года и сделал там несколько снимков. Для обложки была выбрана фотография, на которой вымазанный в грязи Джерри Кантрелл стоял по пояс в воде местной речки.
Партии Рекса Брауна были записаны в Сосалито, Калифорния. Бас-гитарист Pantera вспоминал, что во время сессий Джерри Кантрелл сам страдал от влияния наркотиков. Сольный альбом стал большим стрессом для Кантрелла, так как ему впервые пришлось выступить в роли основного вокалиста. Кроме того, он переживал за то, чтобы пластинка успешно продавалась. Изначально выпуск альбом был запланирован на октябрь 1997 года, но из-за задержек был перенесён на следующий год.
| Оценки критиков      | Оценки критиков |
| Источник             | Оценка          |
| -------------------- | --------------- |
| AllMusic             | [ 1 ]           |
| The A.V. Club        | mixed           |
| Entertainment Weekly | C+              |

Альбом увидел свет 7 апреля 1998 года. Пластинка попала на 28 место в чарте Billboard 200. На песню «My Song» был снят видеоклип, режиссёром которого стал Рокки Шенк. Отредактированная версия клипа попала в ротацию на MTV. В поддержку альбома Джерри Кантрелл отправился в концертный тур, выступая на разогреве у Metallica начиная с сентября 1998 года. В состав аккомпанирующей группы Кантрелла вошли гитарист Крис Дегармо (Queensryche), бас-гитарист Ник Райнхарт (Old Lady Litterbug), клавшник Крис Дауд (Fishbone) и коллега Джерри по Alice in Chains барабанщик Шон Кинни.

## Список композиций
Слова и музыка всех песен — Джерри Кантрелла.
| №                   | Название            | Длительность |
| ------------------- | ------------------- | ------------ |
| 1.                  | «Dickeye»           | 5:07         |
| 2.                  | «Cut You In»        | 3:23         |
| 3.                  | «My Song»           | 4:07         |
| 4.                  | «Settling Down»     | 6:12         |
| 5.                  | «Breaks My Back»    | 7:07         |
| 6.                  | «Jesus Hands»       | 5:37         |
| 7.                  | «Devil by His Side» | 4:50         |
| 8.                  | «Keep the Light On» | 4:49         |
| 9.                  | «Satisfy»           | 3:35         |
| 10.                 | «Hurt a Long Time»  | 5:41         |
| 11.                 | «Between»           | 3:37         |
| 12.                 | «Cold Piece»        | 8:29         |
| Общая длительность: | Общая длительность: | 62:34        |

## Места в хит-парадах
Альбом — Billboard (США)
| Год  | Хит-парад            | Наивысшая позиция |
| ---- | -------------------- | ----------------- |
| 1998 | Billboard Top 200    | 28                |
| 1998 | Canadian Top 100 CDs | 39                |

Синглы — Billboard (США)
| Год  | Сингл        | Хит-парад              | Наивысшая позиция |
| ---- | ------------ | ---------------------- | ----------------- |
| 1998 | «Cut You In» | Mainstream Rock Tracks | 5                 |
| 1998 | «Cut You In» | Modern Rock Tracks     | 15                |
| 1998 | «Dickeye»    | Mainstream Rock Tracks | 36                |
| 1998 | «My Song»    | Mainstream Rock Tracks | 6                 |

## Награды и номинации
Billboard Music Video Awards
| Год  | Номинируемая работа | Категория                            | Результат |
| ---- | ------------------- | ------------------------------------ | --------- |
| 1998 | «Cut You In»        | Best Hard Rock/Metal Clip            | Номинация |
| 1998 | «Cut You In»        | Best New Hard Rock/Metal Artist Clip | Номинация |